# جوناثان كومينجا
جوناثان كومينجا (بالإنجليزية: Jonathan Kuminga)‏ هو لاعب كرة سلة كنغولي يلعب في مركز لاعب هجوم صغير الجسم أو لاعب هجوم قوي الجسم في نادي غولدن ستايت ووريورز.

## روابط خارجية
- جوناثان كومينجا على موقع إن بي أي (الإنجليزية)
- جوناثان كومينجا على موقع سبورتس رفرنس (الإنجليزية)
- جوناثان كومينجا على موقع كرة السلة الأوروبية.كوم (الإنجليزية)
- جوناثان كومينجا على موقع إي إس بي إن.كوم (الإنجليزية)
- جوناثان كومينجا على موقع ريلجم (الإنجليزية)
- جوناثان كومينجا على موقع بروبوليرز (الإنجليزية)
- جوناثان كومينجا على موقع سبورتس رفرنس (الإنجليزية)